# Niklas Westerlind
Niklas Westerlind,, född 28 januari 1982, är en före detta svensk ishockeyspelare.
Han har Bolidens FFI som moderklubb och har även spelat i Skellefteå AIK, SK Lejon, Tegs SK. Halmstad Hammers HC, IFK Arboga, IK Oskarshamn, IF Sundsvall Hockey, Kovlands IshF, Visby/Roma, Medle SK.